# Martin Sepp
Martin Sepp (* 5. prosince 1971) je český politik, bývalý zastupitel města Liberce a v letech 2008-2012 náměstek hejtmana Libereckého kraje. Je také členem statutárních orgánů několika společností. Je členem České strany sociálně demokratické.

## Životopis
Martin Sepp vystudoval Střední průmyslovou školu elektrotechnickou v Českých Budějovicích. Počátkem devadesátých let pracoval jako osvětlovač ve Slezském divadle v Opavě. V letech 1992-1993 vykonával funkci referenta v podnicích Škoda a JETE Temelín. V období mezi roky 1997 a 2008 pracoval na vedoucích pozicích v několika firmách – např. Elektromontážní závody Praha, Rýdlton nebo Slezan Frýdek-Místek.

## Politická kariéra
Martin Sepp vstoupil do ČSSD v roce 1997. V komunálních volbách v roce 2006 byl zvolen zastupitelem Liberce, tento post obhájil i o čtyři roky později. Je předsedou libereckého zastupitelského klubu ČSSD.
V krajských volbách v roce 2008 úspěšně kandidoval do zastupitelstva Libereckého kraje, 1. prosince 2008 byl na ustavujícím zasedání zastupitelstva zvolen náměstkem hejtmana pro oblast dopravy.
V krajských volbách v roce 2012 se Sepp do zastupitelstva opět dostal, kvůli špatným volebním výsledkům ČSSD však rezignoval na funkci v krajském výkonném výboru strany. Ačkoliv původně hovořil i o rezignaci na post krajského zastupitele, nakonec rezignoval až o čtyři měsíce později, poté co byl obviněn kvůli neoprávněnému pobírání odměn ve firmách patřících kraji.
Během svého působení na postu náměstka hejtmana Libereckého kraje se stal členem či předsedou dozorčích rad a představenstev mnoha krajských a městských společností.
18. prosince 2012 byl novým zastupitelstvem Libereckého kraje odvolán z dozorčí rady krajských společností Krajská nemocnice Liberec, Silnice LK, Korid LK a Agentura regionálního rozvoje.
Sepp byl znovu jmenován členem dozorčí rady krajské společnosti Školní statek Frýdlant a nadále zůstává i členem dozorčí rady městské společnosti Sportovní areál Ještěd.
Ve volebním období 2008-2012 byl místopředsedou Komise pro nakládání s nemovitým majetkem kraje rady Libereckého kraje. Ve volebním období 2012-2016 byl před svou rezignací na zastupitelský post krátce členem Výboru dopravy zastupitelstva Libereckého kraje.

## Kontroverze
V roce 2008 Sepp překročil povolenou rychlost v obci Arnoltice téměř o 50 km/h, za což mu byl odebrán řidičský průkaz. Ve věci odpuštění trestu se angažoval krajský ředitel policie Miroslav Dvořák, který byl mimo jiné i za tento trestný čin následně odsouzen.
V roce 2011 se Sepp společně s dalšími dvěma radními Zdeňkem Bursou a Pavlem Petráčkem stali terčem kritiky za to, že pobírali odměny za členství v dozorčí radě společnosti Silnice LK, která však v té době ještě nevyvíjela žádnou činnost. Radní se nakonec svých odměn vzdali. V roce 2014 byl Sepp spolu s dalšími v této kauze obžalován.
Sepp byl rovněž kritizován za to, že ačkoliv žije v Černousích na Frýdlantsku, jeho trvalé bydliště je evidováno v průmyslovém objektu v libereckém Janově Dole. Trvalé bydliště v obci je totiž podmínkou pro výkon funkce zastupitele, kterým Sepp je. Martin Sepp se však hájil tím, že v Černousích žije jen po dobu rekonstrukce svého libereckého bytu.
V prosinci 2012 upozornili opoziční zastupitelé, že Martin Sepp během jednání zastupitelstva města Liberce parkuje se svým automobilem přímo před vchodem do radnice v pěší zóně, na což nemá povolení.

## Obvinění z podvodů
V červnu 2015 byl obviněn protikorupční policií z podvodů při čerpání s evropskými dotacemi. Spolu s ním byl obviněn také bývalý europoslanec za ČSSD Robert Dušek nebo někteří liberečtí stavební podnikatelé.